# Nattakrit Thongnoppakun
Nattakrit Thongnoppakun (thailändisch ณัฐกฤต ทองนพคุณ, * 15. Dezember 1991) ist ein thailändischer Fußballspieler.

## Karriere
Nattakrit Thongnoppakun stand 2014 bei Bangkok United unter Vertrag. Wo er vorher gespielt hat, ist unbekannt. Der Verein aus der thailändischen Hauptstadt Bangkok spielte in der ersten Liga des Landes, der Thai Premier League. Für Bangkok United absolvierte er ein Erstligaspiel. Wo er 2015 gespielt hat, ist unbekannt. Bis Ende 2016 stand er bei Air Force Central unter Vertrag. Der Verein, der ebenfalls in Bangkok beheimatet war, spielte in der zweiten Liga, der Thai Premier League Division 1. Die Saison 2017 spielte er beim Udon Thani FC. Mit dem Verein aus Udon Thani spielte er in der dritten Liga, der Thai League 3. Hier trat Udon Thani in der Upper Region an. Am Ende der Saison wurde er mit dem Klub Vizemeister und stieg in die zweite Liga auf. Nach dem Aufstieg verließ er den Verein und schloss sich dem Zweitligisten Khon Kaen FC aus Khon Kaen an. Nach zwei Jahren unterschrieb er Anfang 2020 einen Vertrag beim Drittligisten Muangkan United FC in Kanchanaburi. Mit Muangkan spielte er in der Western Region der dritten Liga. Am Ende der Saison wurde er mit dem Verein Meister der Region. In den Aufstiegsspielen zur zweiten Liga wurde belegte man den zweiten Platz und stieg somit in die zweite Liga auf. Nach insgesamt elf Ligaspielen für Muangkan wurde sein Vertrag nach der Hinrunde 2021/22 nicht verlängert. Die Rückrunde stand er beim ebenfalls in der zweiten Liga spielenden Rayong FC unter Vertrag. Für den Klub aus Rayong bestritt zwölf Zweitligaspiele. Zu Beginn der Saison 2022/23 verpflichtete ihn der Ligakonkurrent Udon Thani FC. Am Ende der Saison 2022/23 wurde er mit Udon Thani Tabellenletzter und stieg somit aus der zweiten Liga ab. Nach dem Abstieg wurde sein Vertrag nicht verlängert. Von Juni 2023 bis Dezember 2023 war er vertrags- und vereinslos. Am 4. Januar 2024 nahm ihn der Zweitligist Krabi FC unter Vertrag. Am Ende der Saison 2023/24 belegte er mit dem Klub aus Krabi den letzten Tabellenplatz und musste somit in die dritte Liga absteigen. Nach dem Abstieg verließ er Krabi und schloss sich im August 2024 dem Zweitligisten Samut Prakan City FC an. Ende August 2024 wurde sein Vertrag wieder aufgelöst und er wechselte zum Drittligisten Rasisalai United FC. Mit dem Verein spielte er in der North/Eastern Region der Liga. Am Ende der Saison 2024/25 feierte er mit dem Verein die Meisterschaft der Region sowie die Qualifikation zu den Aufstiegsspielen zur zweiten Liga. Hier konnte man sich in der National Championship durchsetzen und stieg somit in die zweite Liga auf.

## Erfolge
Udon Thani FC
- Thai League 3 – Upper: 2017 (Vizemeister)  ▲

Muangkan United FC
- Thai League 3 – West: 2020/21
- Thai League 3 – National Championship: 2020/21 (2. Platz)  ▲

Rasisalai United FC
- Thai League 3 – North/East: 2024/25